# Браун, Кристиан (баскетболист)
Кристиан Николас Браун (англ. Christian Nicholas Braun; род. 17 апреля 2001, Берлингтон, Канзас) — американский профессиональный баскетболист клуба НБА «Денвер Наггетс». Играл за Канзасский университет и был в стартовом составе команды, выигравшей чемпионат NCAA 2022 года. В 2023 году он способствовал тому, что «Наггетс» завоевали свой первый титул в НБА, став пятым игроком в истории баскетбола, выигравшим титулы NCAA и NBA подряд.

## Карьера в средней школе
Браун играл в баскетбол в Северо-западная средняя школа Голубой долины в Оверленд-Парке, штат Канзас. Будучи взрослым, он набирал в среднем 27,8 очка, 9,3 подбора и 3,8 передачи за игру, что привело его команду к третьему подряд титулу штата в классе 6А. Его назвали «Мистером Канзасского баскетбола». Он решил играть в студенческий баскетбол за Канзас, несмотря на предложения от «Канзас Стэйта», «Иллинойса»,«Миссури» и других.
4 апреля 2022 года школа объявила этот день Днем Кристиана Брауна.

## Карьера в колледже
Будучи новичком в Канзасе, Браун набирал в среднем 5,3 очка и 2,9 подбора за игру, войдя в команду лучших первокурсников конференции Big 12. 27 ноября 2020 года он набрал рекордные в карьере 30 очков, 9 подборов и 4 перехвата в победной игре над «Сент-Джозефом» (94:72). Будучи второкурсником, Браун набирал в среднем 9,7 очка и 5,2 подбора за игру. Будучи юниором, он был включен во вторую сборную звёзд конференции Big 12. В «Финале четырех» против «Виллановы» он стал 65-м игроком, набравшим 1000 очков за «Канзас», завершив игру с 10 очками и помог «Джейхокс» выйти в финал. В национальном финале против «Северной Каролины» он набрал 12 очков и 12 подборов, сделав свой пятый дабл-дабл в сезоне, который помог «Канзасу» отыграть отставание в перерыве 25:40. В финальном владении мячом в этой игре он блокировал трехочковую попытку Калеба Лава, закрепив победу и взяв титул NCAA. 24 апреля 2022 года Браун подал заявку на участие в драфте НБА 2022 года, сохранив при этом право на поступление в колледж. 25 мая 2022 года он подтвердил, что останется на драфте НБА и откажется от своего взрослого сезона.

## Карьера в НБА

### Денвер Наггетс (2022—настоящее время)
На драфте НБА 2021 года был выбран в первом раунде под двадцать первым номером клубом «Денвер Наггетс». 3 июля 2022 года он подписал свой масштабный контракт новичка с «Наггетс». Браун выиграл свой первый чемпионский титул в составе «Наггетс» после того, как они победили «Майами Хит» в финале НБА 2023 года. Он стал пятым игроком в истории НБА, выигравшим чемпионат NCAA и НБА подряд, вместе с Биллом Расселом, Генри Бибби, Мэджиком Джонсоном и Билли Томпсоном. 15 мая 2025 года Кристиан Браун в матче против «Оклахома-Сити Тандер» (119:107) обновил личный рекорд результативности, набрав 23 очка. 

## Статистика

### Статистика в НБА
| Сезон                                                                                    | Команда | Регулярный сезон | Регулярный сезон | Регулярный сезон | Регулярный сезон | Регулярный сезон | Регулярный сезон | Регулярный сезон | Регулярный сезон | Регулярный сезон | Регулярный сезон | Регулярный сезон | Серия плей-офф | Серия плей-офф | Серия плей-офф | Серия плей-офф | Серия плей-офф | Серия плей-офф | Серия плей-офф | Серия плей-офф | Серия плей-офф | Серия плей-офф | Серия плей-офф |
| Сезон                                                                                    | Команда | GP               | GS               | MPG              | FG%              | 3P%              | FT%              | RPG              | APG              | SPG              | BPG              | PPG              | GP             | GS             | MPG            | FG%            | 3P%            | FT%            | RPG            | APG            | SPG            | BPG            | PPG            |
| ---------------------------------------------------------------------------------------- | ------- | ---------------- | ---------------- | ---------------- | ---------------- | ---------------- | ---------------- | ---------------- | ---------------- | ---------------- | ---------------- | ---------------- | -------------- | -------------- | -------------- | -------------- | -------------- | -------------- | -------------- | -------------- | -------------- | -------------- | -------------- |
| 2022/23                                                                                  | Денвер  | 76               | 6                | 15,5             | 49,5             | 35,4             | 62,5             | 2,4              | 0,8              | 0,5              | 0,2              | 4,7              | 19             | 0              | 13,0           | 53,3           | 20,0           | 57,9           | 2,1            | 0,6            | 0,6            | 0,2            | 3,2            |
| 2023/24                                                                                  | Денвер  | 82               | 4                | 20,2             | 46,0             | 38,4             | 69,4             | 3,7              | 1,6              | 0,5              | 0,4              | 7,3              | 12             | 0              | 17,0           | 42,6           | 22,2           | 68,8           | 2,7            | 0,8            | 0,2            | 0,4            | 5,1            |
|                                                                                          | Всего   | 158              | 10               | 18,0             | 47,3             | 37,3             | 67,2             | 3,1              | 1,2              | 0,5              | 0,3              | 6,1              | 31             | 0              | 14,6           | 47,5           | 21,4           | 62,9           | 2,3            | 0,6            | 0,4            | 0,3            | 3,9            |
| Наведите курсор мыши на аббревиатуры в заголовке таблицы, чтобы прочесть их расшифровку. |         |                  |                  |                  |                  |                  |                  |                  |                  |                  |                  |                  |                |                |                |                |                |                |                |                |                |                |                |

### Статистика в NCAA
| Сезон | Команда | Conf   | Class | GP  | GS | MPG  | FG%  | 3P%  | FT%  | RPG | APG | SPG | BPG | PPG  |
| --- | ------- | ------ | ----- | --- | -- | ---- | ---- | ---- | ---- | --- | --- | --- | --- | ---- |
| 2019/20 | Канзас  | Big 12 | FR    | 31  | 5  | 18,4 | 43,1 | 44,4 | 73,1 | 2,9 | 0,5 | 0,7 | 0,2 | 5,3  |
| 2020/21 | Канзас  | Big 12 | SO    | 30  | 30 | 31,1 | 38,0 | 34,0 | 78,6 | 5,2 | 1,9 | 1,2 | 0,4 | 9,7  |
| 2021/22 | Канзас  | Big 12 | JR    | 40  | 39 | 34,4 | 49,5 | 38,6 | 73,3 | 6,5 | 2,8 | 1,0 | 0,8 | 14,1 |
| Всего | Всего   | Всего  | Всего | 101 | 74 | 28,5 | 44,9 | 37,8 | 74,9 | 5,0 | 1,8 | 1,0 | 0,5 | 10,1 |
| Наведите курсор мыши на аббревиатуры в заголовке таблицы, чтобы прочесть их расшифровку Статистика приведена с сайта sports-reference.com |         |        |       |     |    |      |      |      |      |     |     |     |     |      |

## Личная жизнь
У Брауна есть два брата, старший и младший. Его дядя играл в баскетбол в колледже Миссури. Его брат Паркер играет в Канзасе. Отец Брауна раньше играл в Канзасе, а его мать вместе со своей сестрой-близнецом также играла в Миссури. Семья его матери была занесена в Зал спортивной славы штата Миссури .
Браун запустил линию модной одежды The CB2 Collection.